# Dissipação
Em física, dissipação engloba o conceito de um sistema dinâmico onde importante modelos mecânicos, tais como ondas ou oscilações, perdem energia ao longo do tempo, tipicamente devido a adição de atrito ou turbulência. A energia perdida é convertida em calor, elevando a temperatura do sistema. Tais sistemas são chamados passivos e ativos. 
Por exemplo, uma onda que perde amplitude é dita se dissipar. A natureza precisa dos efeitos depende da natureza da onda: uma onda atmosférica, por exemplo, pode dissipar-se próximo à superfície devido ao atrito com a massa de terra, e a mais níveis mais altos devido ao resfriamento radiante. 
Forças dissipativas são aquelas as quais não podem ser descritas pelo formalismo Hamiltoniano. Superficialmente falando, atrito e todas as forças similares as quais resultam em decoerência de energia, que é, conversão de fluxo de energia coerente ou direto em uma distribuição de energia indireta ou mais isotrópica.
Em física computacional, a dissipação numérica (também conhecida como "difusão numérica") refere-se a certos efeitos colaterais que podem ocorrer como resultado de uma solução numérica para a equação diferencial. Quando a equação de advecção pura, a qual é livre de dissipação, é resolvida por um método de aproximação numérica, a energia da onda inicial pode ser reduzida em um meio análogo a um processo difusional. Tal método é dito conter 'dissipação'. Em alguns casos, "dissipação artificial" é intencionalmente adicionada para melhorar as características de estabilidade numérica da solução.
Uma definição formal, matemática de dissipação, como comumente usado no estudo matemático de medida de preservação de sistemas dinâmicos, é apresentado no artigo conjunto errante.

## Em hidrologia fluvial
Dissipação, no contexto da hidrologia fluvial, é o processo de conversão da energia mecânica da água que flui na corrente do rio em energia térmica e acústica. Vários dispositivos são projetados para leitos de rios para reduzir a energia cinética das águas correntes para reduzir o seu potencial erosivo para os bancos e leitos de rio. Muitas vezes, esses dispositivos se parecem com pequenas quedas d'água ou cachoeiras, onde a água flui verticalmente ou sobre um enrocamento para perder algo de sua energia cinética.